# 82º Campeonato Brasileiro Absoluto de Xadrez
O 82º Campeonato Brasileiro Absoluto de Xadrez foi uma competição de xadrez organizada pela CBX. A fase final foi disputada na cidade de Rio de Janeiro (RJ) de 9 a 17 de janeiro de 2016. E teve como campeão o GM Krikor Mekhitarian.

## Semifinais — Região 1 (Sul, Sudeste e Centro-Oeste)
Torneio classificatório da Região Sul/Sudeste/Centro-Oeste realizado em Blumenau(SC) entre 30/10 e 03/11/2015 em 7 rodadas pelo Sistema Suíço (mais 6 rodadas de desempate) que definiram as 4 vagas para a fase final.
Tempo para cada jogador: 90 minutos + 30 segundos de acréscimo por lance.
Sistema de pontuação
- 1,0 ponto por vitória
- 0,5 ponto por empate
- 0,0 ponto por derrota

Critérios de desempate
1. Novo Confronto (somente no caso de empate que define a última vaga)
2. Resultado do Confronto Direto (Somente caso todos os empatados tenham se enfrentado)
3. Buchholz (excluindo o pior resultado)
4. Buchholz Total
5. Sonnenborn Berger
6. Maior número de vitórias

| Pos. | Título | Nome                           | UF | Pontos | Confronto | Buch-1 | Buch | Berger | Vitórias | Rating | Fide |
| ---- | ------ | ------------------------------ | -- | ------ | --------- | ------ | ---- | ------ | -------- | ------ | ---- |
| 1º   | GM     | Krikor Mekhitarian             | SC | 5,5    | 1         | 27,5   | 29,5 | 22,75  | 4        | 2522   | 2551 |
| 2º   | IM     | Marcus Vinicius Moreira Santos | RJ | 5,5    | 0         | 27,5   | 29,5 | 21,75  | 5        | 2333   | 2357 |
| 3º   | IM     | Evandro Amorim Barbosa         | SC | 5,0    | --        | 27,5   | 31,0 | 21,00  | 3        | 2437   | 2456 |
| 4º   | FM     | Ernani Francisco Choma         | PR | 5,0    | --        | 27,5   | 30,5 | 20,50  | 4        | 2298   | 2370 |
| 5º   | GM     | Everaldo Matsuura              | SC | 5,0    | --        | 26,0   | 29,5 | 20,25  | 3        | 2458   | 2486 |
| 6º   | FM     | Carlos Martins                 | PR | 4,5    | --        | 26,0   | 28,5 | 16,50  | 4        | 2206   | 2238 |
| 7º   |        | Fernando J. Freire dos Santos  | MS | 4,5    | --        | 25,5   | 27,5 | 14,25  | 4        | 2148   | 2193 |
| 8º   | NM     | Lucas Aguiar Cunha             | SC | 4,5    | --        | 22,0   | 24,0 | 14,00  | 4        | 2308   | 2298 |
| 9º   | FM     | Frederico Matsuura             | SC | 4,5    | --        | 21,0   | 23,5 | 14,50  | 3        | 2305   | 2334 |
| 10º  | FM     | Cesar Hidemitsu Umetsubo       | SC | 4,0    | --        | 27,0   | 30,5 | 15,75  | 3        | 2298   | 2374 |
| 11º  | FM     | Álvaro Z. Aranha Filho         | SC | 4,0    | --        | 25,0   | 26,5 | 11,75  | 3        | 2287   | 2289 |
| 12º  | CM     | Severino Pereira Januario      | DF | 4,0    | --        | 24,0   | 26,5 | 12,00  | 4        | 2200   | 2203 |
| 13º  |        | Acyr Rogerio Calçado           | SC | 4,0    | --        | 22,0   | 24,5 | 13,75  | 2        | 2158   | 2130 |
| 14º  | FM     | João Danilo Mandetta           | PR | 3,5    | --        | 28,0   | 30,5 | 14,00  | 2        | 2214   | 2297 |
| 15º  | IM     | Renato R. Quintiliano Pinto    | SC | 3,5    | --        | 24,0   | 25,5 | 10,75  | 3        | 2364   | 2443 |
| 16º  |        | Iago Henrique da Silva Souza   | RJ | 3,5    | --        | 23,5   | 26,0 | 11,25  | 2        | 1973   | 2056 |
| 17º  |        | Thiago Carstens Dobuchak       | SC | 3,5    | --        | 23,5   | 25,5 | 10,75  | 3        | 2031   | 1989 |
| 18º  |        | Guilherme de Borba             | SC | 3,5    | --        | 23,0   | 25,5 | 11,25  | 2        | 2030   | 1902 |
| 19º  | FM     | Charles Gauche                 | SC | 3,5    | --        | 23,0   | 25,0 | 10,00  | 2        | 2248   | 2237 |
| 20º  | NM     | Guilherme Deola Borges         | SC | 3,5    | --        | 22,5   | 24,0 | 9,25   | 2        | 2114   | 2101 |
| 21º  | FM     | Wagner Peixoto Guimarães       | SC | 3,5    | --        | 20,5   | 22,5 | 9,50   | 2        | 2172   | 2212 |
| 22º  |        | Mario Ribeiro Cantarino Neto   | ES | 3,5    | --        | 18,5   | 21,0 | 9,50   | 2        | 2053   | 2037 |
| 23º  |        | Vinicius Yasuto Ikeda          | SC | 3,5    | --        | 18,0   | 19,5 | 7,25   | 3        | 2027   | 2011 |
| 24º  |        | Kathiê Goulart Librelato       | SC | 3,0    | --        | 21,0   | 22,5 | 8,00   | 2        | 2066   | 2024 |
| 25º  |        | Igor Tokuichi Kikuch Cadilhac  | SP | 3,0    | --        | 19,0   | 20,5 | 7,00   | 2        | 2155   | 2146 |
| 26º  |        | Ryan Wesley da Costa Caetano   | SC | 2,5    | --        | 24,5   | 27,0 | 7,75   | 1        | 1756   | 1619 |
| 27º  |        | João Vitor Dalanhol            | SC | 2,5    | --        | 20,5   | 23,0 | 7,50   | 1        | 1910   | 1763 |
| 28º  |        | Nathan Felipe Filgueiras       | SC | 2,5    | --        | 19,5   | 21,0 | 5,50   | 1        | 1906   | 1736 |
| 29º  |        | Marco Aurelio da Silva Junior  | SC | 2,5    | --        | 19,0   | 21,0 | 7,75   | 0        | 1844   | 1766 |
| 30º  | CM     | Gabriel de Borba               | SC | 2,5    | --        | 19,0   | 20,5 | 5,75   | 1        | 1922   | 1809 |
| 31º  |        | William Ferreira Weise         | SC | 2,5    | --        | 18,5   | 20,0 | 6,25   | 2        | 1947   | 1746 |
| 32º  |        | Elias Moyses Sobrinho          | SC | 2,5    | --        | 18,5   | 20,0 | 4,75   | 2        | 1942   | 1972 |
| 33º  | CM     | Vitor Amorim Frois             | MG | 2,5    | --        | 18,0   | 20,0 | 6,50   | 2        | 2052   | 1957 |
| 34º  |        | Rodrigo Medeiros Zacarias      | RJ | 2,0    | --        | 21,5   | 24,0 | 5,00   | 2        | 2104   | 2137 |
| 35º  |        | Carlos Eduardo V. de Oliveira  | RJ | 2,0    | --        | 17,5   | 18,5 | 3,50   | 1        | 1815   | 1939 |
| 36º  | FM     | Reinaldo Chemin Justo          | PR | 1,5    | --        | 17,0   | 18,5 | 3,00   | 1        | 2120   | 2094 |

## Semifinais — Região 2 (Norte e Nordeste)
Torneio classificatório da Região Norte/Nordeste realizado em Manaus (AM) entre 30 de outubro e 2 de novembro de 2016. Foram 7 rodadas pelo Sistema Suíço (mais 10 rodadas do torneio desempate) que definiram as vagas para a final.
Tempo para cada jogador: 90 minutos + 30 segundos de acréscimo por lance.
Sistema de pontuação
- 1,0 ponto por vitória
- 0,5 ponto por empate
- 0,0 ponto por derrota

Critérios de desempate
1. Novo Confronto (somente no caso de empate que define a última vaga)
2. Resultado do Confronto Direto (Somente caso todos os empatados tenham se enfrentado)
3. Buchholz com corte (excluindo o pior resultado)
4. Buchholz Total
5. Sonneborn Berger
6. Maior número de vitórias

| Pos. | Título | Nome                            | UF | Pontos | Novo | Confr. | Buch-1 | Buch  | Berger | Vitórias | Rating | Fide |
| ---- | ------ | ------------------------------- | -- | ------ | ---- | ------ | ------ | ----- | ------ | -------- | ------ | ---- |
| 1º   | FM     | Luismar Brito                   | PB | 5,5    | --   | --     | 27,5   | 30,5  | 22,50  | 4        | 2200   | 2234 |
| 2º   | NM     | Rafael Cabral de Souza          | PE | 5,5    | --   | --     | 25,5   | 29,5  | 22,75  | 5        | 2187   | 2100 |
| 3º   | IM     | Maximo Iack Macedo              | RN | 5,5    | --   | --     | 25,5   | 28,5  | 22,75  | 4        | 2292   | 2317 |
| 4º   | FM     | Renan do Carmo Reis             | AM | 5,0    | 8,0  | --     | 29,0   | 32,5  | 21,75  | 4        | 2332   | 2235 |
| 5º   |        | Bergson Frago Fernandes Filho   | MA | 5,0    | 4,0  | --     | 27,5   | 30,5  | 20,50  | 4        | 2105   | 2119 |
| 6º   |        | Sebastião Alberto Mousse Neto   | AM | 5,0    | 4,0  | --     | 27,5   | 30,5  | 20,75  | 4        | 2129   | 2037 |
| 7º   | NM     | Andrey M. Souza Neves           | AM | 5,0    | 3,5  | --     | 25,5   | 28,5  | 19,00  | 4        | 2209   | 2229 |
| 8º   |        | Rodrigo Yoshio F. Hiramine      | PE | 5,0    | 0,5  | --     | 24,5   | 26,0  | 16,00  | 4        | 2008   | 2015 |
| 9º   | NM     | Giorgy Friedman B. Rodrigues    | AM | 4,5    | --   | --     | 23,5   | 25,5  | 15,00  | 3        | 2058   | 2083 |
| 10º  |        | Vitor Firmo de Souza Rocha      | RN | 4,0    | --   | --     | 28,5   | 31,5  | 16,00  | 4        | 2135   | 2133 |
| 11º  |        | Edson Fonseca Rodrigues         | CE | 4,0    | --   | --     | 28,0   | 31,0  | 15,00  | 4        | 2078   | 2021 |
| 12º  |        | Endson dos Santos Lima          | RR | 4,0    | --   | --     | 25,5   | 26,0  | 11,50  | 3        | 2109   | 2070 |
| 13º  | CM     | Roberto da Costa Rocha          | AM | 4,0    | --   | --     | 24,5   | 26,0  | 12,00  | 4        | 2040   | 2001 |
| 14º  |        | Mario Henrique Andrade Fiaes    | BA | 4,0    | --   | --     | 24,0   | s27,0 | 13,75  | 3        | 2063   | 2131 |
| 15º  | NM     | Pedro Jorge de Moraes Pinto     | AM | 4,0    | --   | --     | 24,0   | 26,0  | 12,75  | 3        | 2038   | 2054 |
| 16º  |        | Hudson Anselmo Pessoa           | AM | 4,0    | --   | --     | 23,5   | 25,0  | 12,00  | 4        | 1950   | 1801 |
| 17º  |        | Luis Alberto Passos Presa       | AM | 4,0    | --   | --     | 23,0   | 24,5  | 11,50  | 3        | 1899   | 1680 |
| 18º  | NM     | Paulo Jorge Alves B. Moura      | PE | 4,0    | --   | --     | 21,5   | 22,0  | 7,50   | 4        | 1869   | 1941 |
| 19º  |        | Sergio Jovelino de Moura        | PE | 3,5    | --   | --     | 24,0   | 26,0  | 10,75  | 3        | 2141   | 2043 |
| 20º  |        | Flavio Sanchez Leão             | PA | 3,5    | --   | --     | 20,0   | 21,5  | 8,00   | 3        | 1825   | 1847 |
| 21º  |        | Marcos Antonio dos Santos Lima  | RR | 3,5    | --   | --     | 20,0   | 20,5  | 8,50   | 2        | 1958   | 1886 |
| 22º  |        | Igor Borge Cardoso Farias       | AM | 3,5    | --   | --     | 19,5   | 21,0  | 8,00   | 2        | 2005   | 1881 |
| 23º  |        | Mikhail Zoltan Iwano da Silva   | AM | 3,5    | --   | --     | 19,5   | 21,0  | 7,00   | 3        | 2016   | 1990 |
| 24º  |        | Fabiano de Oliveira Bezerra     | AM | 3,0    | --   | --     | 24,5   | 27,5  | 11,50  | 1        | 1968   | 1906 |
| 25º  |        | Edvaldo da Cruz Costa           | PA | 3,0    | --   | --     | 23,5   | 25,5  | 8,50   | 3        | 1807   | 1712 |
| 26º  | CM     | Enrique Alberto Soto Gutierrez  | AM | 3,0    | --   | --     | 23,5   | 25,0  | 6,75   | 2        | 1990   | 1864 |
| 27º  |        | Eduardo Passos Coutinho         | PE | 3,0    | --   | --     | 22,5   | 25,5  | 9,50   | 2        | 1870   | 1800 |
| 28º  |        | Thales Ferreira Leite           | AM | 3,0    | --   | --     | 22,5   | 24,0  | 8,50   | 1        | 1850   | 1550 |
| 29º  |        | Hugo Barros Bernardino          | AM | 3,0    | --   | --     | 22,0   | 23,5  | 7,75   | 2        | 2049   | 1943 |
| 30º  |        | Carlos Alberto Rodrigues Franca | AM | 3,0    | --   | --     | 20,5   | 22,5  | 8,50   | 1        | 1794   | 1477 |
| 31º  |        | Alexandre Sousa Lael            | AM | 3,0    | --   | --     | 19,5   | 20,0  | 5,50   | 2        | 1788   | 1664 |
| 32º  |        | Leandro da Nobrega Silva        | AM | 3,0    | --   | --     | 18,5   | 19,0  | 4,00   | 3        | 1849   | 1639 |
| 33º  |        | José Geraldo de Pontes e Souza  | AM | 2,5    | --   | --     | 23,5   | 26,5  | 8,25   | 2        | 1916   | 1825 |
| 34º  |        | Jamilly Ferreira da Fonseca     | AM | 2,5    | --   | --     | 16,0   | 17,5  | 4,25   | 1        | 1672   | 0    |
| 35º  |        | Sergio Luiz Cardoso Farias      | AM | 2,0    | --   | --     | 18,5   | 20,0  | 3,50   | 2        | 1807   | 1613 |
| 36º  |        | Gustavo da Nobrega Silva        | AM | 2,0    | --   | --     | 16,5   | 17,5  | 2,50   | 2        | 1697   | 0    |
| 37º  |        | Caetano Melo Dantas             | AM | 2,0    | --   | --     | 16,0   | 16,5  | 3,00   | 2        | 1689   | 0    |
| 38º  |        | João Rodolpho Filho             | AM | 1,5    | --   | --     | 21,0   | 23,0  | 3,00   | 1        | 1705   | 1452 |
| 39º  |        | Emanuelly Nobrega Fernandes     | AM | 1,0    | --   | --     | 21,0   | 22,5  | 3,00   | 0        | 1653   | 0    |
| 40º  |        | Adriane Araújo Costa            | AM | 1,0    | --   | --     | 17,0   | 17,0  | 0,00   | 0        | 1758   | 0    |
| 41º  |        | Gerson de Assis Sales           | RR | 0,0    | --   | --     | 16,5   | 17,5  | 0,00   | 0        | 2120   | 2134 |

## Fase final
Os 12 finalistas disputaram o campeonato no sistema de pontos corridos. O ritmo de jogo foi de 1:30h + 30 segundos de acréscimo por lance.
Sistema de pontuação
- 1,0 ponto por vitória
- 0,5 ponto por empate
- 0,0 ponto por derrota

Critérios de desempate
1. Confronto Direto
2. Sonneborn Berger
3. Sistema Koya
4. Maior número de vitórias
5. Maior número de jogos com as peças pretas

| Pos. | Nome                      | UF | Pontos | Confronto | Berger | Koya | Vitórias | Pretas |
| ---- | ------------------------- | -- | ------ | --------- | ------ | ---- | -------- | ------ |
| 1º   | Krikor Mekhitarian        | SP | 10.0   | -         | 48.00  | 3.0  | 9        | 5      |
| 2º   | Evandro Amorim Barbosa    | MG | 9.0    | -         | 43.00  | 2.5  | 7        | 6      |
| 3º   | Ernani Francisco Choma    | PR | 7.0    | 1.5       | 32.50  | 2.0  | 5        | 5      |
| 4º   | Rafael Leitão             | SP | 7.0    | 1.0       | 32,00  | 1.5  | 4        | 5      |
| 5º   | Marcus Vinicius M. Santos | SP | 7.0    | 0.5       | 30.50  | 1.0  | 6        | 6      |
| 6º   | Eduardo Thelio Limp       | RJ | 5.0    | -         | 20.75  | 1.0  | 4        | 5      |
| 7º   | Rafael Cabral de Souza    | PB | 4.5    | -         | 17.00  | 0.5  | 4        | 5      |
| 8º   | Yago Santiago             | PE | 4.0    | 0.5       | 19.50  | 1.5  | 3        | 6      |
| 9º   | Maximo Iack Macedo        | RN | 4.0    | 0.5       | 19.00  | 1.0  | 2        | 5      |
| 10º  | Renan do Carmo Reis       | AM | 3.0    | 1.0       | 9.50   | 0.0  | 3        | 6      |
| 11º  | Luismar Brito             | PB | 3.0    | 0.0       | 13.25  | 0.5  | 1        | 6      |
| 12º  | Ricardo da Silva Teixeira | RJ | 2.5    | -         | 11.50  | 0.5  | 1        | 6      |

### Tabela de resultados
| N° | Jogador                   | Rating | 1 | 2 | 3 | 4 | 5 | 6 | 7 | 8 | 9 | 10 | 11 | 12 | Total |
| -- | ------------------------- | ------ | - | - | - | - | - | - | - | - | - | -- | -- | -- | ----- |
| 1  | Krikor Mekhitarian        | 2555   | - | ½ | 1 | 1 | ½ | 1 | 1 | 1 | 1 | 1  | 1  | 1  | 10    |
| 2  | Evandro Amorim Barbosa    | 2461   | ½ | - | ½ | ½ | 1 | 1 | 1 | 1 | ½ | 1  | 1  | 1  | 9     |
| 3  | Ernani Choma              | 2383   | 0 | ½ | - | ½ | 1 | 0 | ½ | 1 | 1 | 1  | 1  | ½  | 7     |
| 4  | Rafael Leitão             | 2633   | 0 | ½ | ½ | - | ½ | 1 | 1 | ½ | ½ | 1  | ½  | 1  | 7     |
| 5  | Marcus Vinicius Santos    | 2367   | ½ | 0 | 0 | ½ | - | 1 | 1 | 0 | 1 | 1  | 1  | 1  | 7     |
| 6  | Eduardo Thelio Limp       | 2385   | 0 | 0 | 1 | 0 | 0 | - | 0 | 1 | 1 | 1  | ½  | ½  | 5     |
| 7  | Rafael Cabral de Souza    | 2159   | 0 | 0 | ½ | 0 | 0 | 1 | - | 0 | 0 | 1  | 1  | 1  | 4½    |
| 8  | Yago Santiago             | 2422   | 0 | 0 | 0 | ½ | 1 | 0 | 1 | - | ½ | 0  | 0  | 1  | 4     |
| 9  | Maximo Iack Macedo        | 2316   | 0 | ½ | 0 | ½ | 0 | 0 | 1 | ½ | - | 1  | ½  | 0  | 4     |
| 10 | Renan do Carmo Reis       | 2254   | 0 | 0 | 0 | 0 | 0 | 0 | 0 | 1 | 0 | -  | 1  | 1  | 3     |
| 11 | Luismar Brito             | 2235   | 0 | 0 | 0 | ½ | 0 | ½ | 0 | 1 | ½ | 0  | -  | ½  | 3     |
| 12 | Ricardo da Silva Teixeira | 2234   | 0 | 0 | ½ | 0 | 0 | ½ | 0 | 0 | 1 | 0  | ½  | -  | 2½    |